# René de Voyer de Paulmy d'Argenson
 (septembre 2009).
Si vous disposez d'ouvrages ou d'articles de référence ou si vous connaissez des sites web de qualité traitant du thème abordé ici, merci de compléter l'article en donnant les références utiles à sa vérifiabilité et en les liant à la section « Notes et références ».
René de Voyer de Paulmy, comte d'Argenson, est un intendant et diplomate français né le 21 novembre 1596 et mort le 14 juillet 1651.

## Biographie
Il est le petit-fils de Jean III de Voyer, seigneur de Paulmy et de la Roche de Gennes, et de Jeanne Gueffault, dame d'Argenson. Son père, Pierre, grand bailli de Touraine, Conseiller d'État puis maître des requêtes, est l'auteur de la branche des comtes d'Argenson. Il est aussi parent du secrétaire d'État à la guerre, Sublet de Noyers.
Avocat au Parlement de Paris le 16 novembre 1615, il reçoit la charge de  Conseiller au parlement de Paris le 18 août 1620. Attaché au parti catholique, il se vit d'abord confier des missions par Richelieu contre les protestants, assistant au siège de La Rochelle, puis chargé du démantèlement de la citadelle de Bergerac en 1629. En 1630, il est nommé intendant du Dauphiné, et, en même temps, intendant de l'armée qui se rassemblait sur la frontière pour envahir la Savoie.
En 1633, il est fait intendant des provinces de Berry, Touraine, Angoumois, Limousin, Haute et Basse-Marche, Haute et Basse-Auvergne, en même temps que de Saintonge et de Poitou, sous les ordres du prince de Condé. Dans toutes ces provinces, il prend soin de combattre les rébellions soulevées par les partisans de Gaston d'Orléans.
Exerçant ensuite de nouveau une intendance d'armée, en Picardie, en 1636, il est fait prisonnier à Milan en 1639, et n'en sort qu'en 1640 qu'après le paiement d'une rançon. Lors de sa captivité, il rédige une Imitation de Jésus-Christ et un Traité de la Sagesse chrétienne.
En 1640, la Catalogne se révolte contre l'autorité castillane. Au cours de l'année 1641, les institutions de ce pays étudient un rapprochement avec la France, qui est encouragé par Richelieu, désireux d'affaiblir l'ennemi espagnol. Ce dernier ordonne l'envoi de troupes. Au début de l'année, René de Voyer d'Argenson est envoyé comme intendant général des armées à Barcelone. Il joue un rôle essentiel dans la résolution finale de soumission de la province à la France, qui débouche sur le traité de Péronne en septembre 1641. Il prend la première place au sein d'un "conseil de guerre" qui exerce dès lors la réalité du pouvoir dans la province, en l'absence de vice-roi, et les institutions judiciaires ayant été démantelées par le départ des pro-castillans. Argenson se forme rapidement un groupe de fidèles et de collaborateurs catalans, au premier rang desquels le conseller en cap de Barcelone, Joan-Pere Fontanella, et son fils Josep, qu'il fait nommer Régent de l'Audience (tribunal suprême de Catalogne). Il procède ainsi à la nomination des principaux officiers de la province.
Profitant de l'appui d'une partie de la noblesse catalane pro-française, et de juristes fidèles, Argenson fait faire, dès 1642, dès procès aux suspects de trahison, appelés "mal affectes", qui sont exilés et voient leurs biens confisqués en faveur de la couronne. Dans d'autres cas, il semble que ces biens aient été en possession de la couronne avant même un jugement en bonne et due forme. En mai 1642, le départ du premier vice-roi Brézé, qui avait peu siégé, fait d'Argenson la principale autorité en Catalogne. Cette période d'interrègne durera huit mois, jusqu'à l'arrivée du nouveau vice-roi La Mothe-Houdancourt, en décembre 1642. Elle est très critiquée par les Catalans éloignés du pouvoir, qui envoient de nombreux pamphlets à la cour de France dénonçant le favoritisme exercé par Argenson et l'accusant de brouiller la communication de Barcelone à Paris afin de garder toute latitude. Sous la houlette d'Argenson, un conseil secret est créé, la Junta patrimonial, où l'intendant siège aux côtés des principaux officiers. Ce conseil, qui n'est soumis à aucun contrôle, décide de la répartition des grâces, du procès et de l'exil des suspects. Ne pouvant pas obtenir de la cour le pouvoir de distribuer les biens confisqués à sa volonté, Argenson fait établir le système des séquestres, qui lui permet d'en attribuer l'administration et les revenus à des personnes, sans que l'attribution passe par un acte royal. Mais sa volonté de se voir donner un grand patrimoine catalan, le marquisat d'Aitona, est douchée à la mort de son protecteur, le cardinal de Richelieu.
Le changement de gouvernement provoque un changement de personnes. Mazarin, nouveau maître du pouvoir, acquiert la certitude que les affaires de Catalogne sont mal gérées ; Argenson est soupçonné d'avoir fait d'importants bénéfices financiers. Au début de l'année 1643, il décide de le relever de sa charge. Toutefois, ce dernier récupère rapidement la confiance du cardinal, qui décide de le nommer à nouveau intendant de Poitou, Saintonge, et Angoumois, en 1644. Après avoir été cité au procès du maréchal de La Mothe, accusé de malversations en Catalogne, il est blanchi. Il reprend alors des missions de haute politique, participant en 1646 à des négociations avec le pape et le grand-duc de Toscane, et étant nommé intendant de l'armée franco-italienne commandée par Thomas de Savoie. Il sert en 1647 comme commissaire aux États de Languedoc, puis, en 1649, pour la pacification de la Guyenne. Nommé ambassadeur à Venise en 1650, il est rapidement remplacé par son fils aîné, mais reste dans la cité pour le conseiller.
Devenu veuf il s'oriente vers la vocation ecclésiastique. En février 1651, il reçoit la prêtrise. Tombé malade, il succombe le 14 juillet 1651 en disant la messe.. Il est enterré en l'église San Giobbe, à Venise.
Ayant épousé Hélène de la Font, fille d'un secrétaire du roi, Il eut cinq enfants dont René de Voyer de Paulmy d'Argenson (1623-1700), ambassadeur à Venise, et Pierre de Voyer d'Argenson, vicomte de Mouzay, gouverneur général de la Nouvelle-France.

## Publications
René de Voyer d'Argenson, parallèlement à ses charges, a laissé plusieurs œuvres à thème religieux :
- Traité de la Sagesse chrétienne' 'ou de la riche science de l'uniformité aux volontés de Dieu' (1640), qui fut traduit en plusieurs langues,
- Histoire de la Compagnie du Saint-Sacrement redécouverte au XIXe siècle.
- Nouvelle traduction de l'imitation de Jésus-Christ, Notre Seigneur (1664).

Il fut un correspondant de Guez de Balzac.